# Sahr-i-Bahlol
Sahr-i-Bahlol (aussi orthographié Sehri-Bahlol) est un site historique, constitué d'un village fortifié sur une botte surélevée de 9m par rapport à la plaine agricole qui l'entoure. Il est situé près des ruines du monastère bouddhique de Takht-i-Bahi qui date de la même époque, à environ 70 km au nord-ouest de Peshawar, capitale de la province de Khyber Pakhtunkhwa du Pakistan. Il est sur la liste du patrimoine mondial de l'UNESCO depuis 1980.
Fondé au Ier siècle, le monastère bouddhiste a été utilisé de façon continue jusqu'au VIIe siècle.
Situées sur une petite surélévation au milieu d'une région dévolue à l'agriculture, les ruines sont souvent excavées illégalement par les habitants des environs pour vendre les objets anciens.

## Un patrimoine menacé
Le texte officiel de l'UNESCO, concernant ce patrimoine mondial a fait l'objet d'une prise en compte du contexte actuel. Il est écrit, en particulier :
« ...  les vestiges de Sahr-i-Bahlol sont propriété privée et détenus par les Khans locaux ... »
« La responsabilité de la gestion incombe au ministère provincial d’archéologie (province de Khyber Pakhtunkhwa) situé à Peshawar. Un plan directeur pour les Ruines bouddhiques de Takht-i-Bahi et les vestiges de Sahr-i-Bahlol a été préparé en 2011. Conçu comme un document de travail pour les gardiens du site, il est également destiné à fournir un cadre global détaillé pour la conservation du bien inscrit et il définit les principes de gestion dans un plan d'action prioritaire couvrant un certain nombre de questions importantes allant de la conservation du site à la gestion des visiteurs. La menace d'urbanisation mentionnée ci-dessus montre que les limites du bien sont insuffisantes. En conséquence, une révision de ces limites est sérieusement considérée avec l'intention d'acquérir le terrain autour du site et de créer une large zone tampon. Dans un effort pour contrôler l'urbanisation, l'ensemble de la zone de montagne de 445 ha été récemment déclarée « Réserve archéologique» par le gouvernement provincial de Khyber Pakhtunkhwa. »

## Le site archéologique et la sculpture

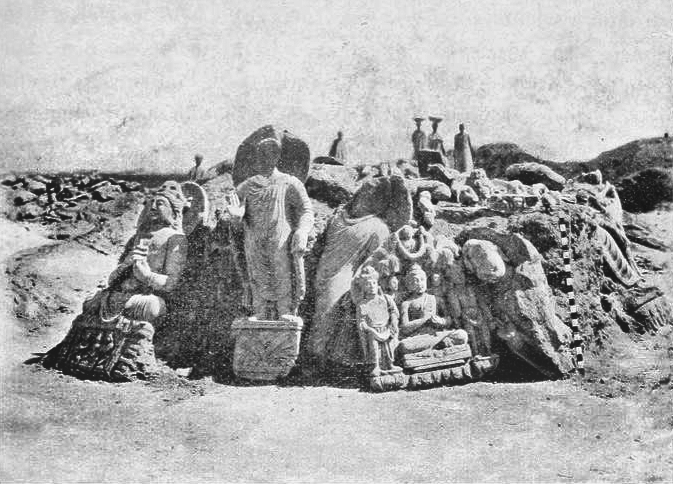
Excavations, 1911-1912
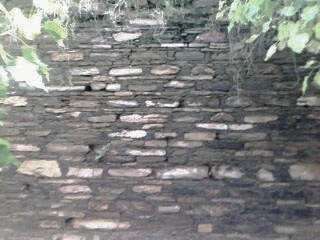
Un ancien mur de schiste monté en « maçonnerie diaprée »: fines lamelles de pierre empilées horizontalement, sur le site
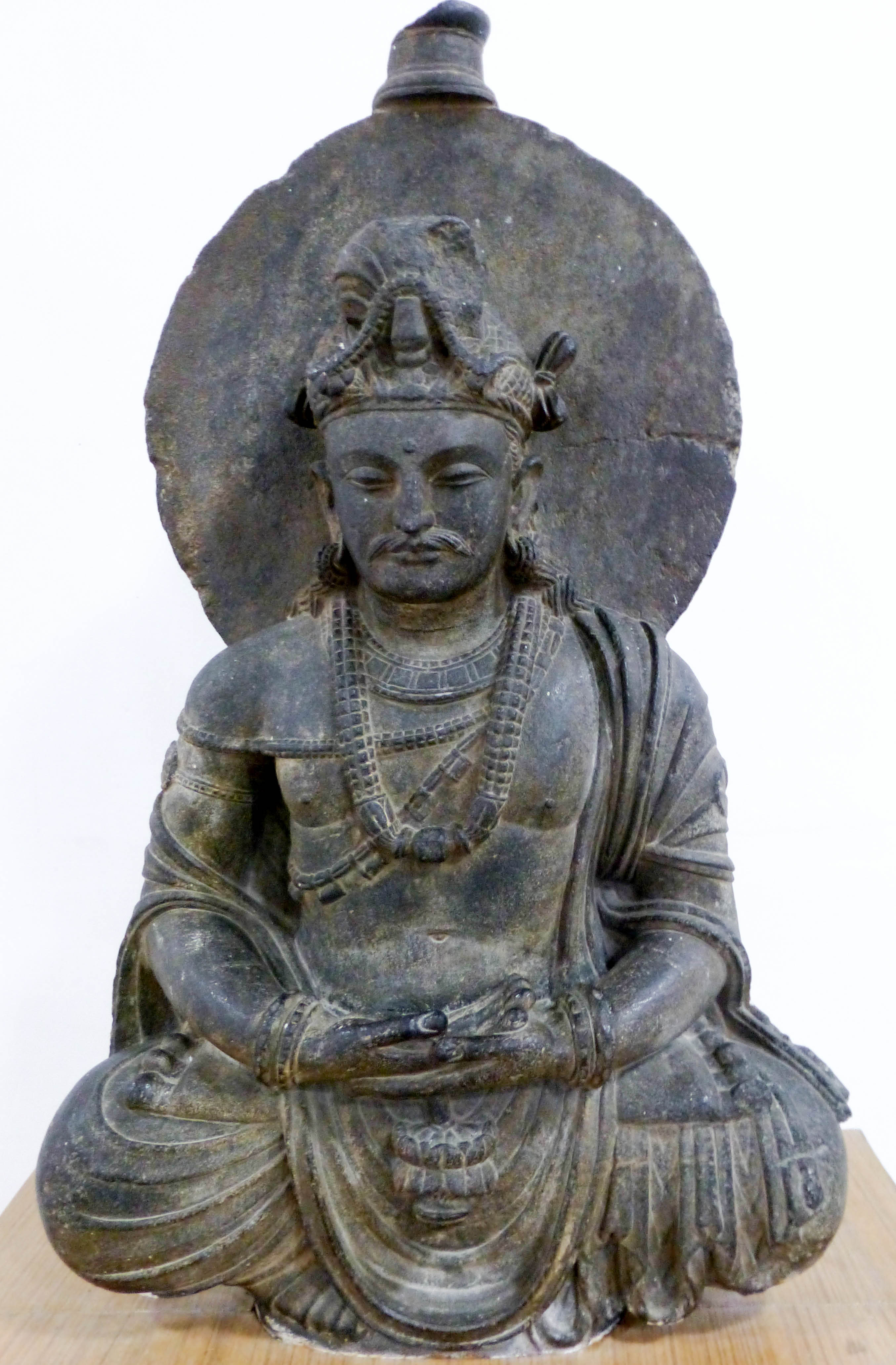
Bodhisattva méditant. Schiste. Sahr-i-Bahlol. Musée de Patna
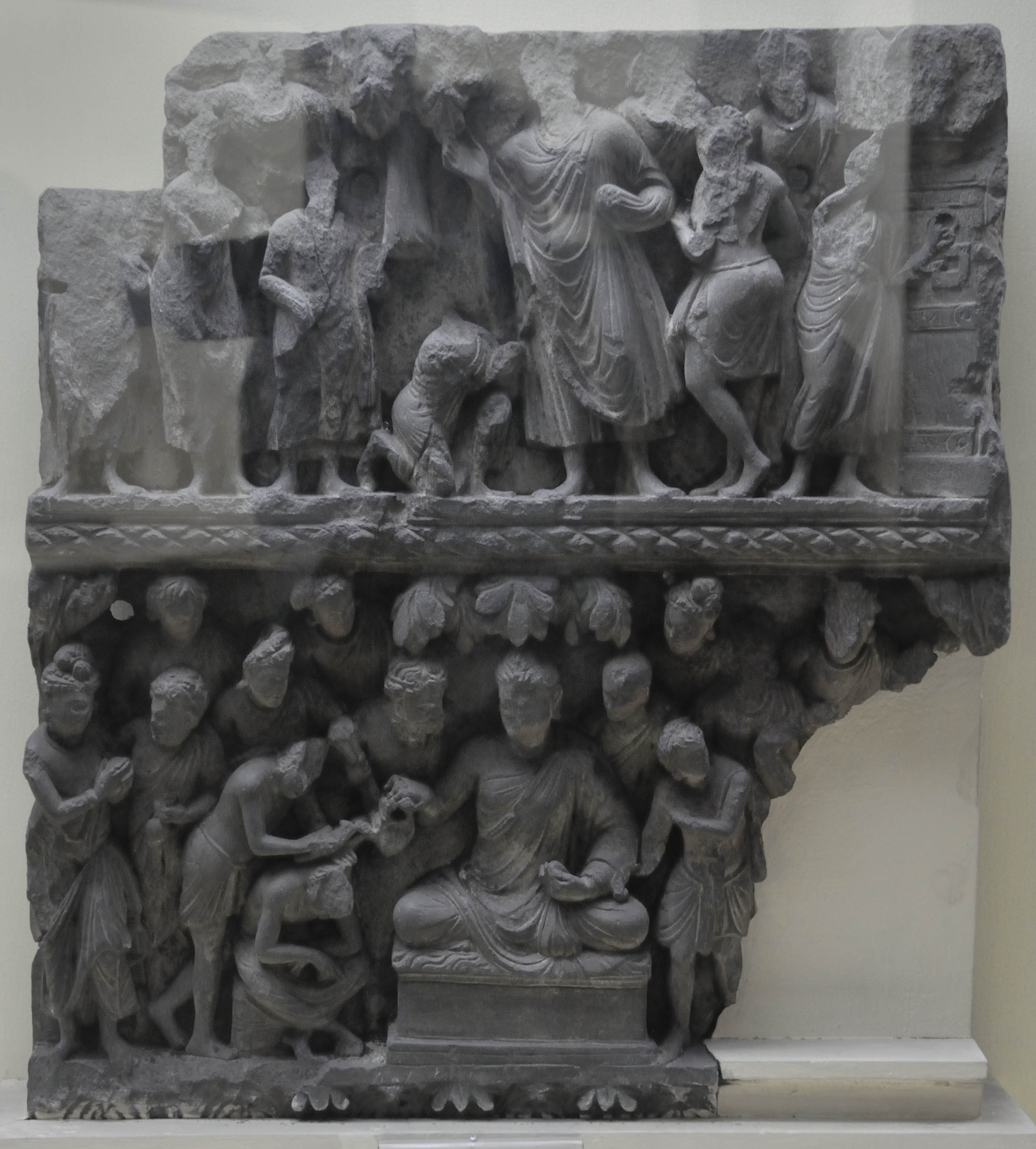
L'ordination de Nanda. Schiste. Sahr-i-Bahlol. Musée de Calcutta
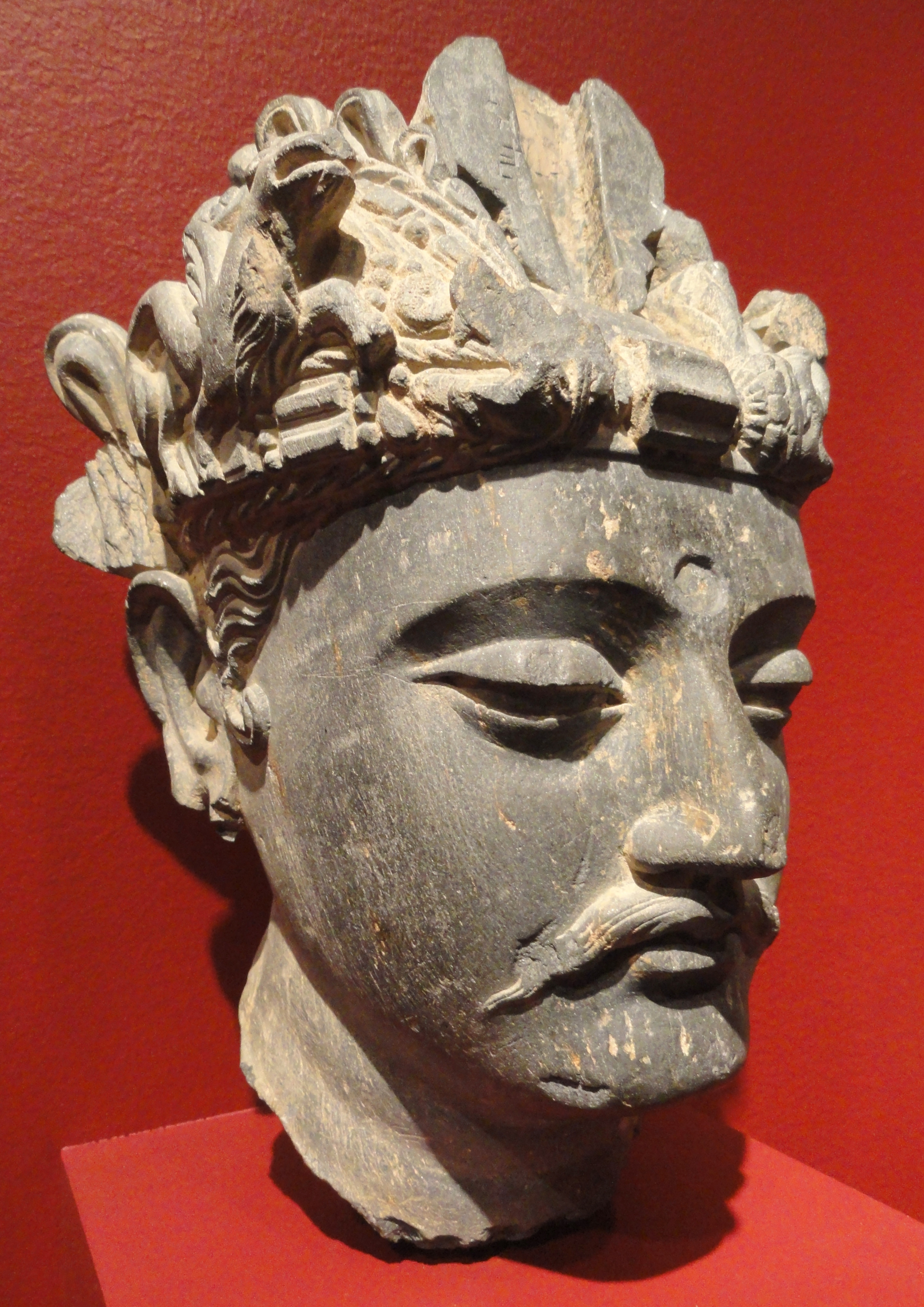
Tête de Bodhisattva.
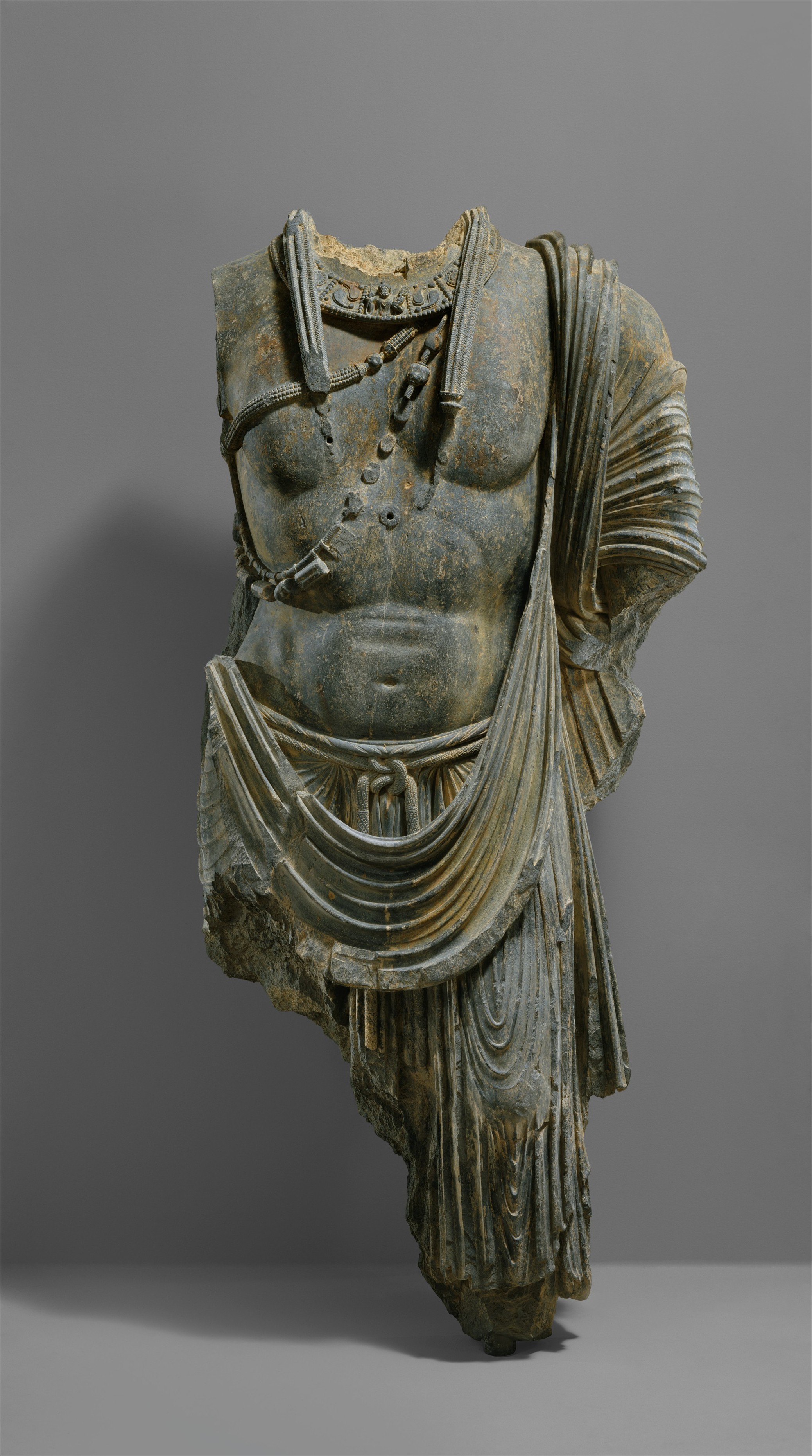
Bodhisattva.
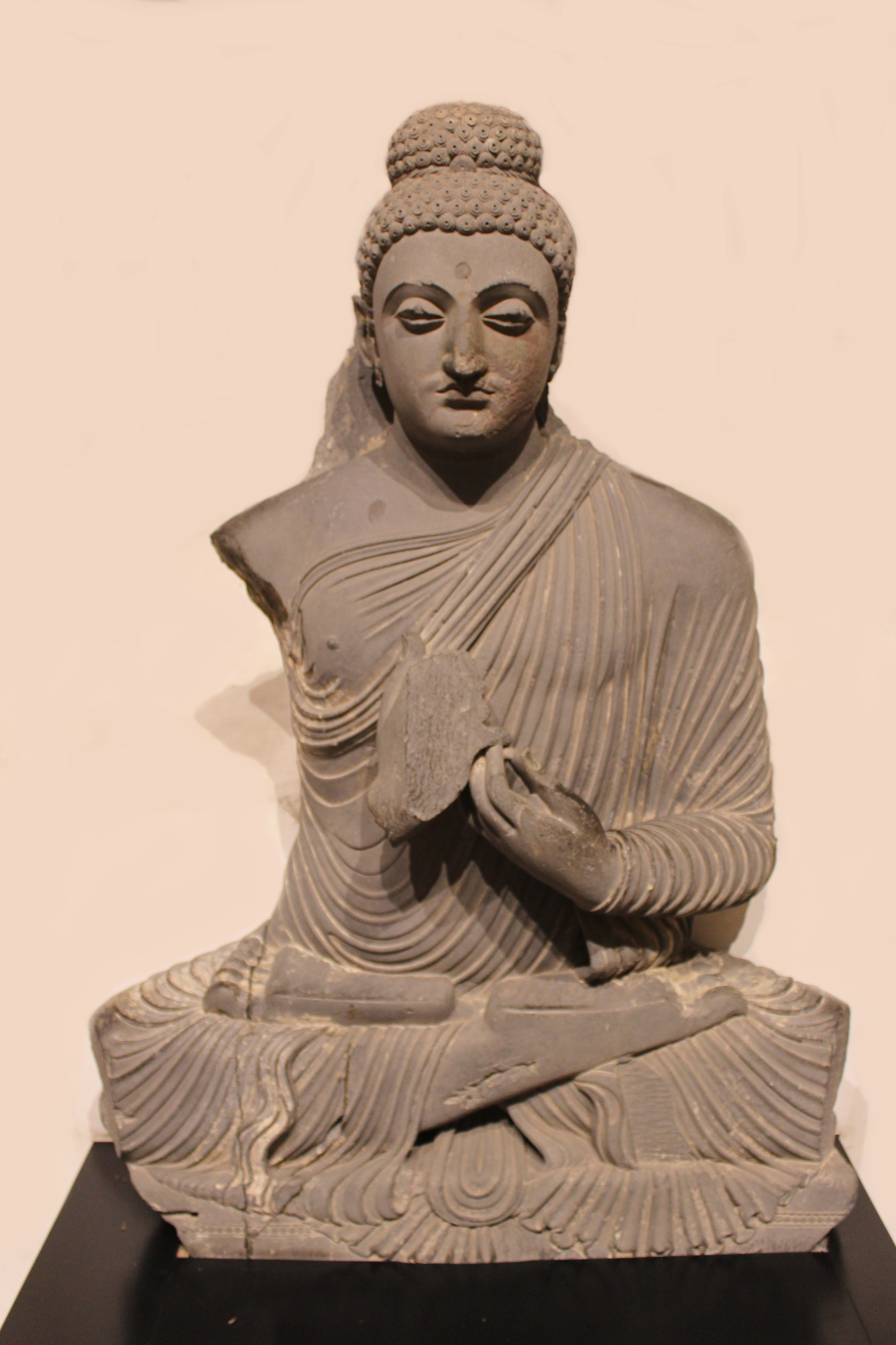
Bouddha prêchant.
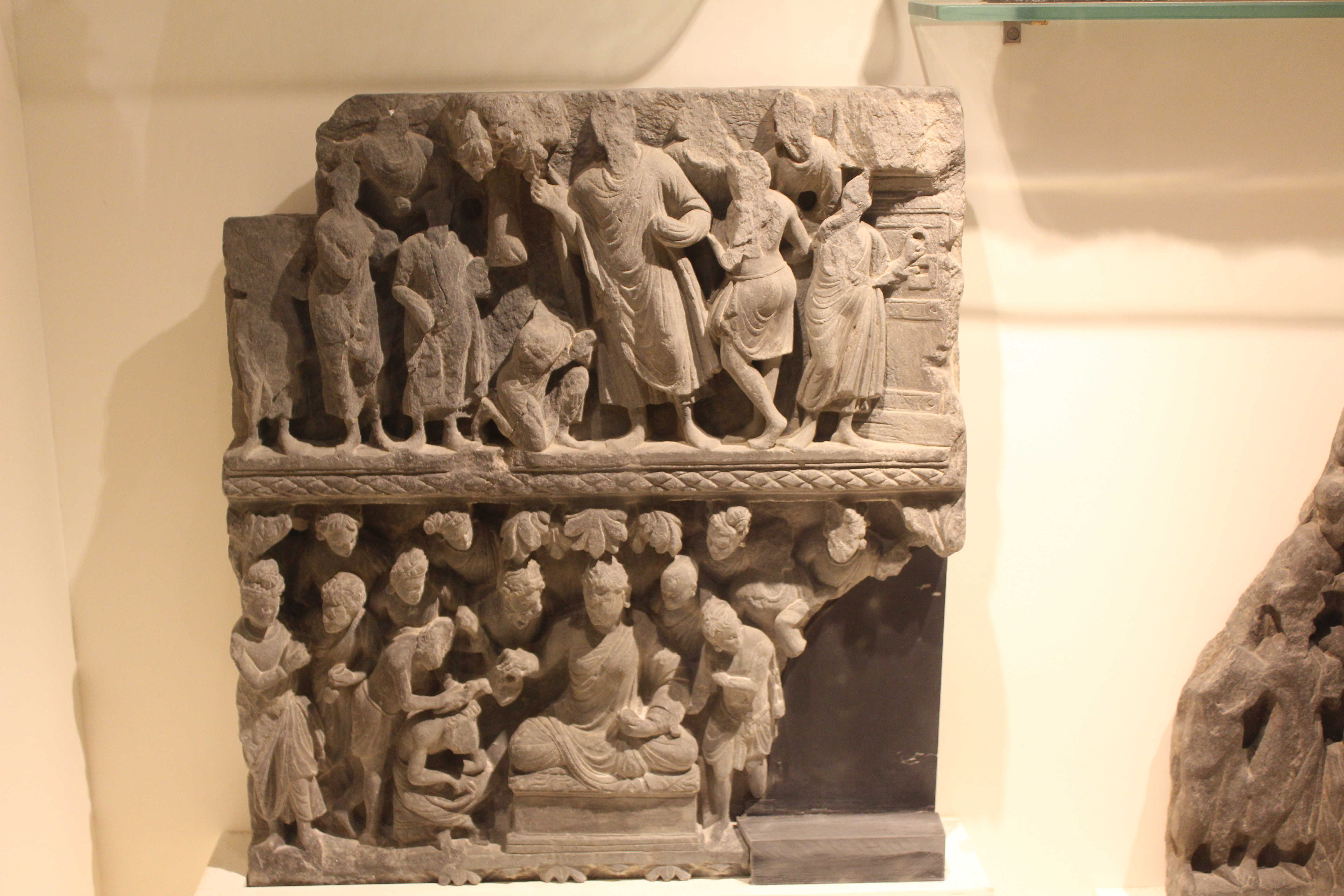
Ordination de Nanda.
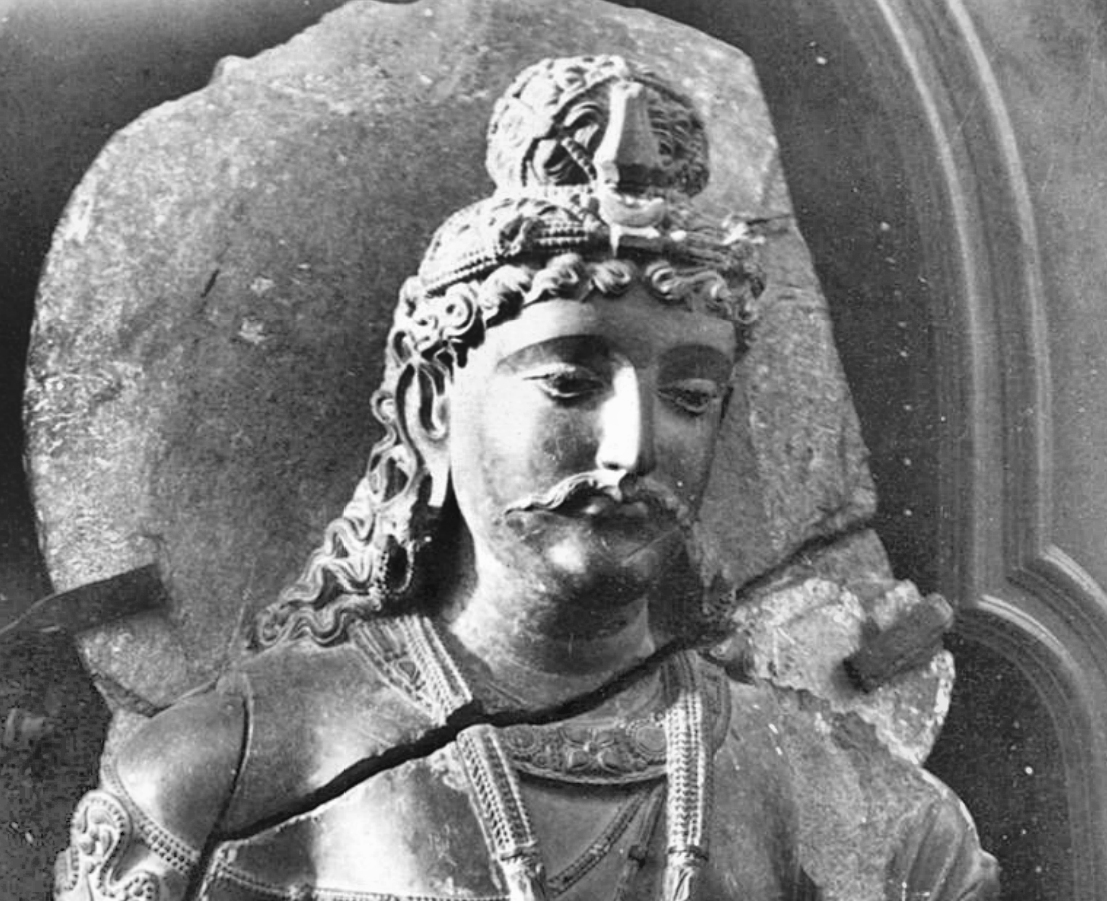
Buste de Bodhisattva.
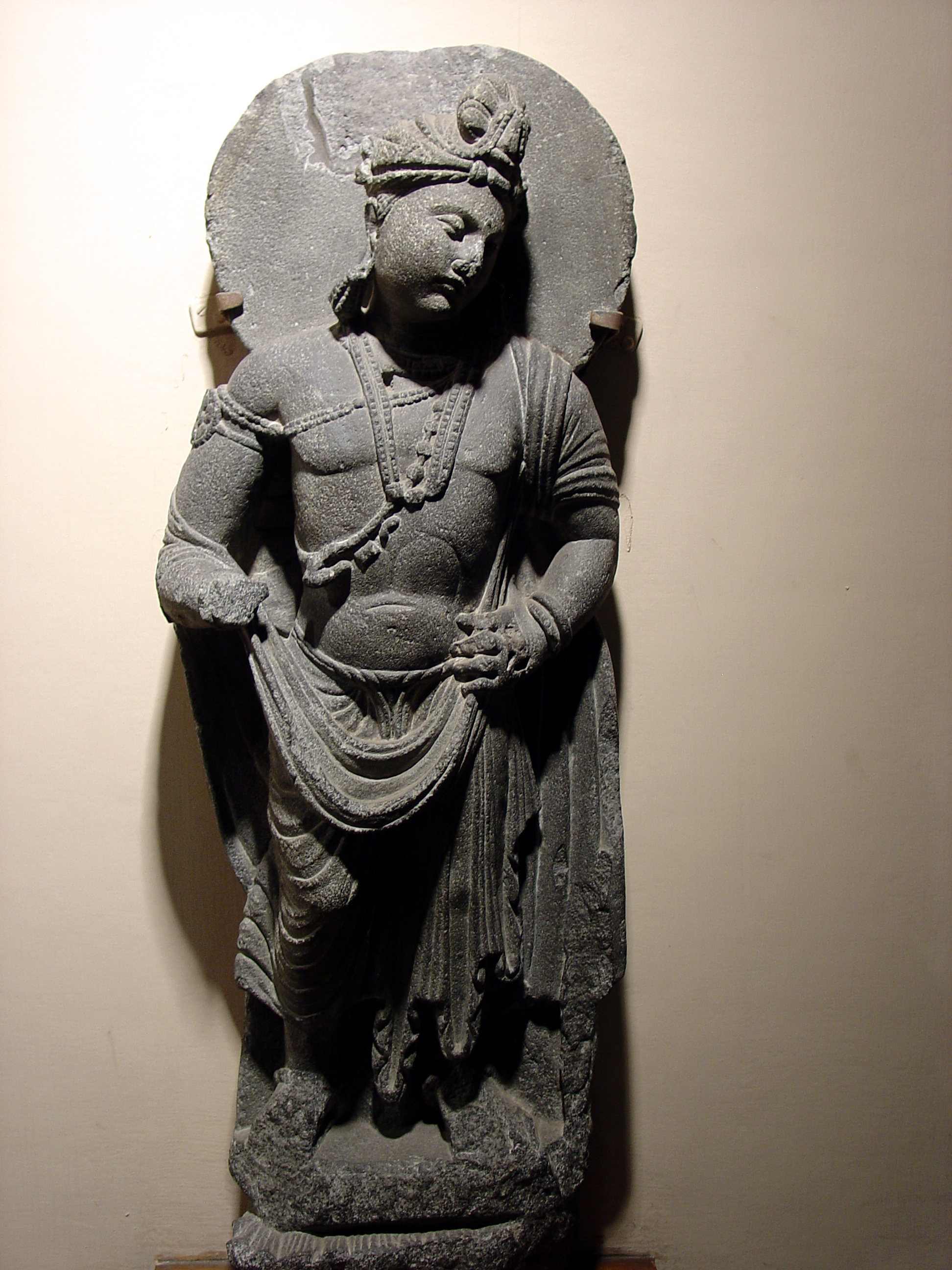
Bodhisattva.
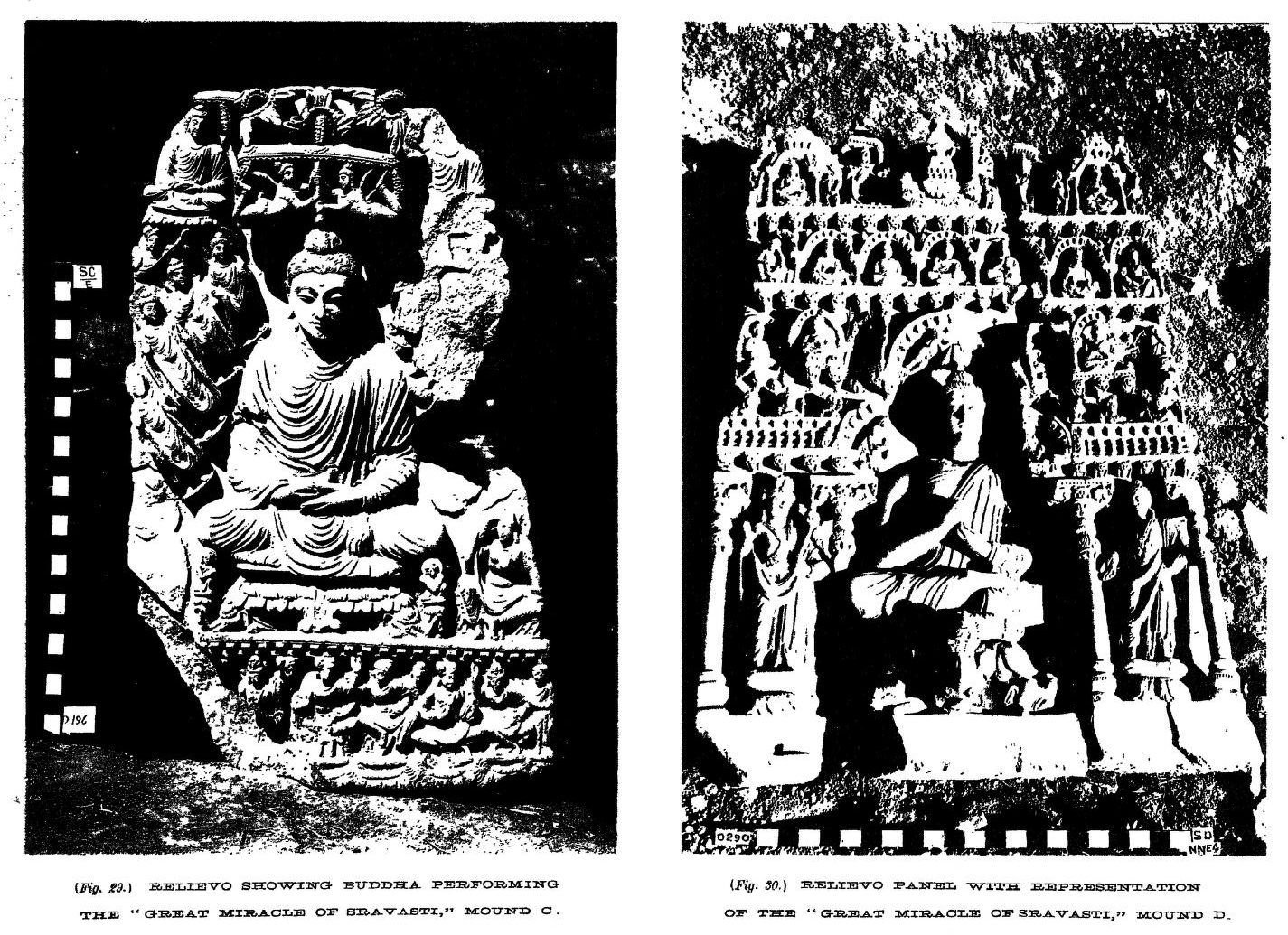
Statues
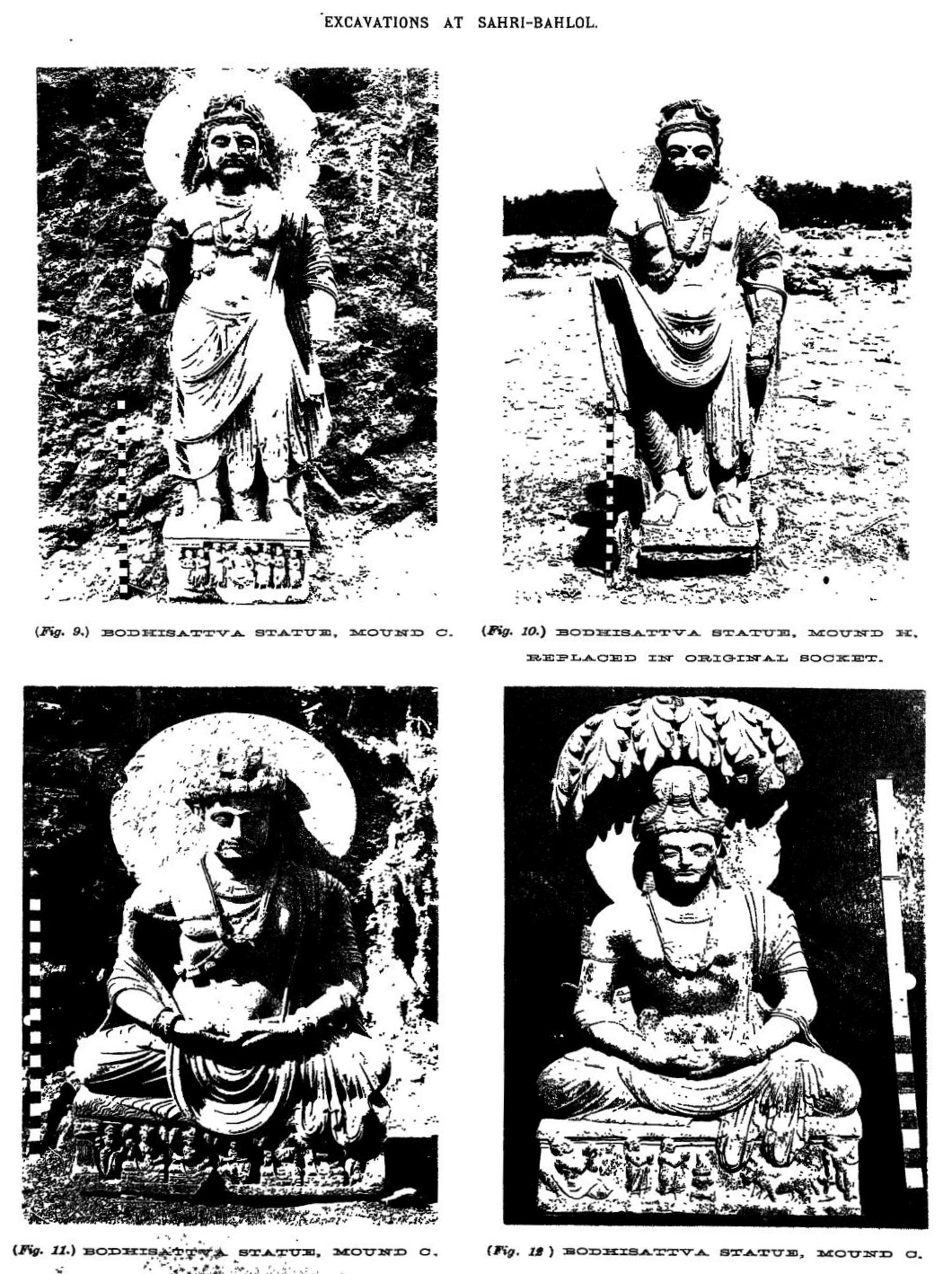
Statues
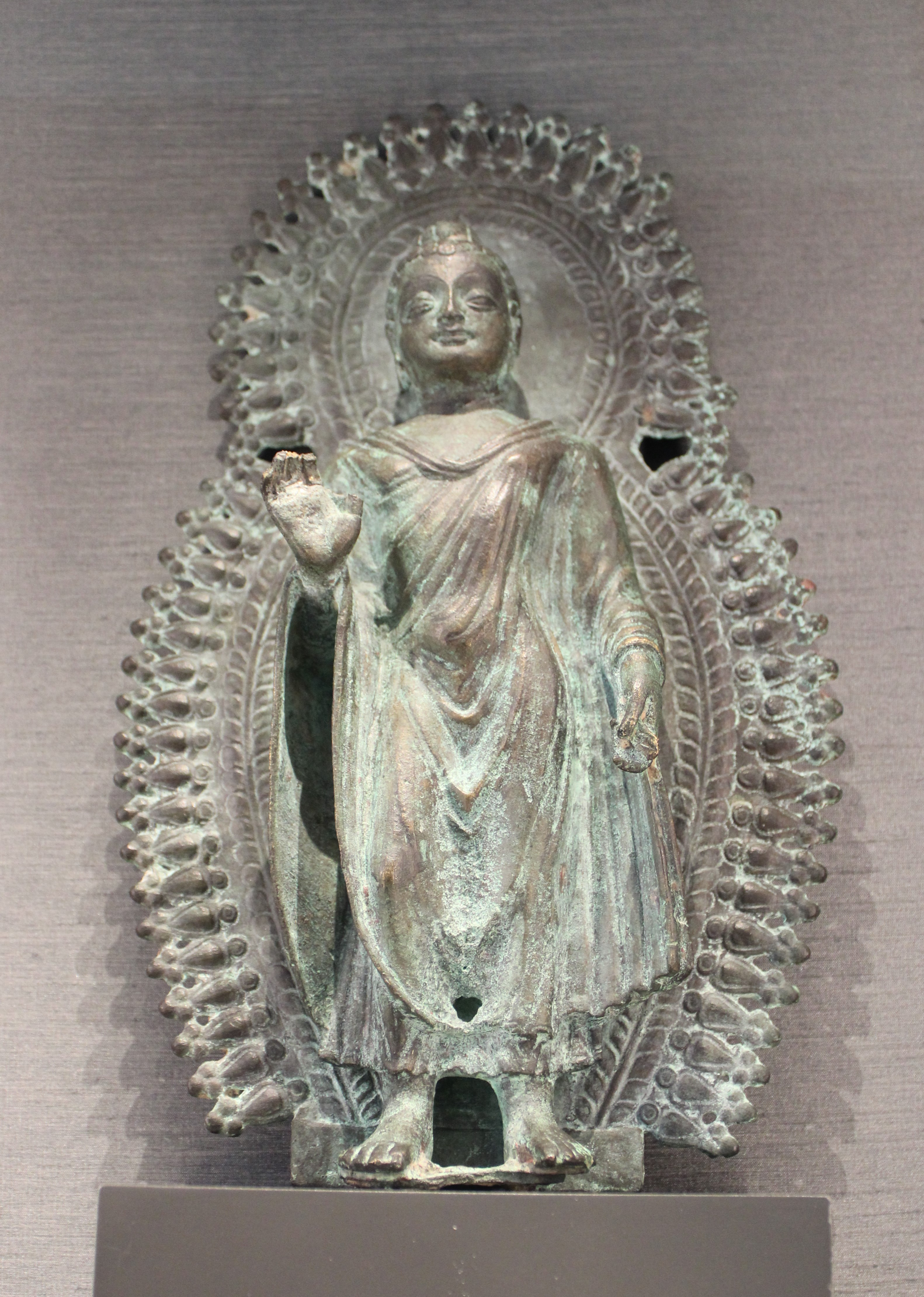
Statue en bronze de Bouddha debout. British Museum.